# Curve (película)
Curve es una película de suspenso y terror estadounidense de 2015 dirigida por Iain Softley y escrita por Kimberly Lofstrom Johnson y Lee Patterson. Está protagonizada por Julianne Hough y Teddy Sears. Fue producido por Jason Blum para su empresa Blumhouse Productions. La película tuvo su estreno mundial en el Film4 Fright Fest el 31 de agosto de 2015. La película se estrenó el 19 de enero de 2016 a través de Video bajo demanda antes de ser lanzada en formatos de medios domésticos el 2 de febrero de 2016 por Universal Pictures.

## Argumento
Mallory es una joven futura novia que se dirige a Denver para el ensayo de su boda. Ella chatea por video con su hermana, Ella, en su camino hacia allí. Ella le dice que aún no ha comprado sus boletos de avión porque quiere asegurarse de que Mallory esté realmente enamorada y feliz con su decisión. Mallory responde diciéndole que está feliz con voz falsa y cuelga. Unos minutos más tarde, su coche se avería. Intenta llamar a AAA, pero no tiene servicio.
Mientras Mallory intenta cambiarse de ropa cerca de la parte trasera del auto, ve a un hombre, Christian. Ella le cuenta su situación. Él enciende su auto y ella comienza a alejarse, pero, sintiéndose culpable, se detiene y le ofrece llevarlo.
En el camino, comienza a actuar de manera extraña. Habla de cómo el destino los unió y cómo debía suceder así. Luego él le dice que no pudo "hacerle una garganta profunda a su enorme polla". Ella se detiene y le dice que salga, pero él saca un cuchillo y le dice que conduzca. Ella se da cuenta de que no tiene el cinturón de seguridad e intenta matarlo acelerando hacia una barandilla cerca de una curva. Chocan violentamente. Mallory se despierta y encuentra el auto al revés. Se desabrocha el cinturón de seguridad, pero no puede salir porque tiene la pierna atrapada en el asiento. Christian se despierta lentamente y le dice que necesita salir de esto y la deja.
Mallory se pone una sudadera con capucha y bebe lo último de su botella de agua. A la mañana siguiente, Christian regresa y come y bebe delante de ella. Él le dice que el destino es algo divertido. Esa noche, las ratas entran y la rodean. Mata a uno de ellos, come una tira de su carne y bebe su propia orina. Christian regresa y le cuenta que tiene a una familia como rehén. Luego le da una sierra. Al principio, Mallory cree que se lo dio para atravesar la puerta, pero él le dice que no espera que así sea y que si no se corta la pierna, morirá.
Esa noche cae una gran tormenta y Christian viene a despedirse, pero ella lo ataca y arroja las llaves de su auto afuera donde él no puede encontrarlas. Un coche de policía se detiene en la curva y el oficial le dice a Christian que lo llevará. Oye el grito de Mallory pero cree que está imaginando cosas y se va con Christian.
Cuando el auto comienza a inundarse, Mallory comienza a intentar cortarse la pierna, pero apenas hace algunos cortes superficiales antes de que su pierna se libere gracias a la ayuda de la inundación. Ella va a la cabaña donde Christian dice que estaba. Ella lo ve matando al oficial de policía y ve que ha matado a los propietarios pero mantiene a su hija Katie como rehén. Mallory apunta con un arma que encontró y le dice que le disparará si se mueve. Ataca a Mallory mientras Katie huye. Mallory lucha con Christian antes de finalmente empujarlo desde un balcón del segundo piso. Se cae y se aplasta la pierna en una trampa para osos . Ella baja cojeando, le da su cuchillo y le dice que le dará la misma oportunidad que él le dio a ella. Christian sucumbe a su herida y muere. Mallory cojea por la calle con Katie mientras la puerta principal se cierra de golpe.

## Reparto
- Julianne Hough como Mallory Rutledge
- Teddy Sears como Christian Laughton
- Penelope Mitchell como Ella Rutledge
- Madalyn Horcher como Katie Goldman
- Kurt Bryant como el padre de Katie
- Drew Rausch como diputado

## Producción
En octubre de 2013, se anunció que Ombra Films, Blumhouse Productions y LBI Entertainment se asociarían para producir la película, con Iain Softley, a partir de un guion de Kimberly Johnson, que fue reescrito por Lee Patterson, con Juan Sola y Erik. Olsen como productor ejecutivo y Jason Blum como productor a través de su empresa Blumhouse Productions .   Ese mismo día, se anunció que Julianne Hough había sido elegida para la película, como una joven futura novia que queda atrapada en su coche en una carretera desierta.  Ese mismo mes, se anunció que Teddy Sears había sido elegido para la película, como un encantador y depredador autoestopista. 

## Rodaje
La fotografía principal de la película comenzó el 21 de octubre de 2013. 

## Estreno
En septiembre de 2013, se anunció que Universal Pictures había adquirido los derechos de distribución mundial de la película.  La película tuvo su estreno mundial en el Film4 Fright Fest el 31 de agosto de 2015.  La película se estrenó el 19 de enero de 2016 a través de Video bajo demanda antes de su lanzamiento en formatos multimedia domésticos el 2 de febrero de 2016. 